# Герб Шепетівки
Герб Шепетівки — офіційний символ міста Шепетівки (райцентр Хмельницької області), затверджений сесією міської ради 14 грудня 1995 року.
Авторська група: М. Бондарець, В. Кашперук, В. Ільїнський, А. Гречило та В. Осінський.

## Опис
Герб Шепетівки: у щиті золотий вилоподібний хрест, у верхньому червоному полі срібний лапчастий хрест, праве поле зелене, ліве — синє. Щит увінчаний геральдичною короною, що вказує на статус міста.

## Зміст
Золота смуга означає три дороги, на перехресті яких знаходиться місто; срібний на червоному хрест означає приналежність міста до історичної Волині; синій колір — символ Поділля, зелений — символ лісів, серед яких розташована Шепетівка.

## З історії герба Шепетівки
У радянський період діяв такий герб Шепетівки: у червоному полі були зображені золоті будьоннівка, рейка і розкрита книга, над якими розміщувались серп і молот і слово «ШЕПЕТОВКА» чорного кольору. У лазуровій базі були зображені золота шестерня зі срібним осереддям.
Вже за незалежності України наприкінці 1995 року сесія Шепетівської міської ради затвердила сучасний герб міста.

## Виноски
1. ↑  Інформація про герб Шепетівки радянського періоду на сайті «Українська геральдика». Архів оригіналу за 9 квітня 2016. Процитовано 26 вересня 2010.

## Джерело
- Гречило А. Герби та прапори міст і сіл України. — Львів, 2020. — Ч. 2. — С. 58 —101.
- Сайт УГТ